# Widmo (spektroskopia)

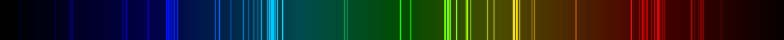
Liniowe widmo emisyjne azotu

Widmo spektroskopowe – zarejestrowany obraz promieniowania rozłożonego na poszczególne częstotliwości, długości fal lub energie. Widmo, które powstało w wyniku emisji promieniowania przez analizowaną substancję albo na skutek kontaktu z nią (przeszło przez nią lub zostało przez nią odbite), może dostarczyć szeregu cennych informacji o badanej substancji.
Widmo spektroskopowe to dwuwymiarowa zależność (najczęściej przedstawiana na płaszczyźnie jako wykres – funkcji gęstości lub dystrybuanty) ciągła co najmniej w pewnym zakresie wartości fizycznych i z określoną dokładnością pomiędzy dwiema miarami; natężeniem promieniowania, zliczeniami, impulsami itp. i miarą spektroskopowego parametru fizycznego takiego jak; fala elektromagnetyczna (nm), masa (kg), energia (J) itp.

## Metoda analizy widm i jej zastosowanie

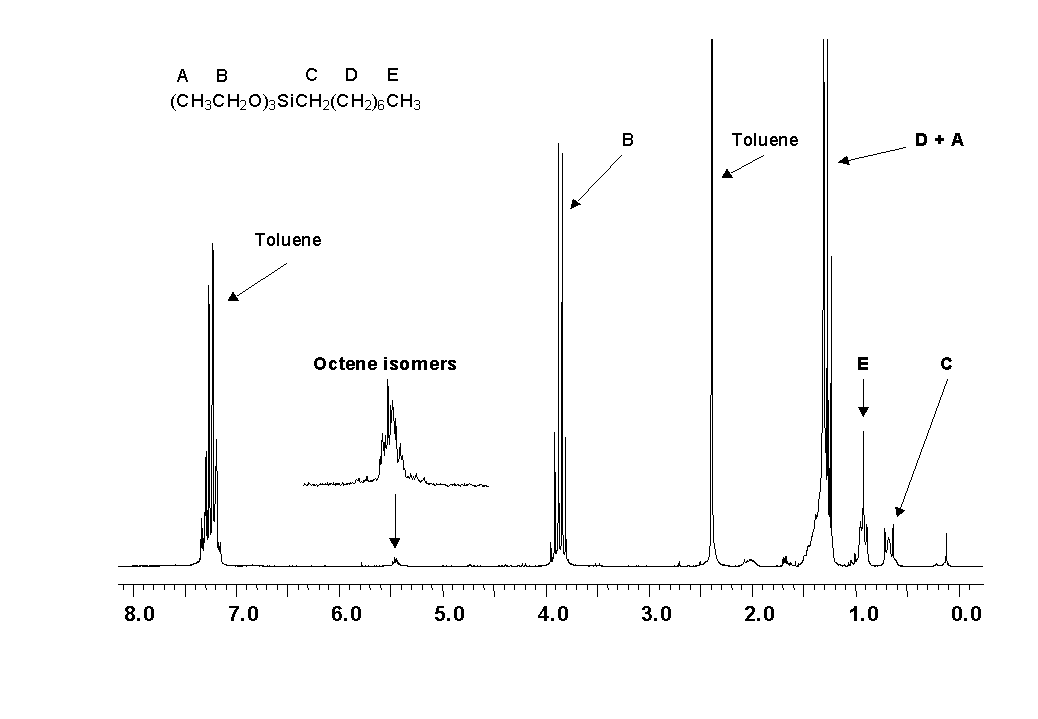
Przykład widma ¹H NMR

Analizą widm i wyjaśnianiem mechanizmów ich powstawania zajmuje się spektroskopia. Ta metoda badawcza wykorzystywana jest w wielu dziedzinach nauk doświadczalnych, głównie fizyce, chemii, analizie instrumentalnej i astronomii. Poza naukami podstawowymi znalazła również wiele zastosowań praktycznych (np. w medycynie).
Widma zawierają zwykle elementy charakterystyczne dla substancji obecnych w badanej próbce, widoczne w postaci "linii", "pasm" lub "pików", stąd, w najprostszym przypadku wykorzystuje się je do analizy składu badanej próbki lub zawartości w niej różnych składników (przykładem może być analiza składu chemicznego gwiazd na podstawie analizy widma emitowanego przez nie światła).
Najprostsze widma jednowymiarowe mają zwykle postać wykresu, na którym na osi pionowej zaznacza się zwykle intensywność promieniowania (lub stopień jego absorpcji – dla widm absorpcyjnych), a na osi poziomej liczbową charakterystykę używanego w danej spektroskopii promieniowania, np. długość fali, częstotliwość lub energię. Widma przedstawia się czasem również w postaci paska świetlnego uzyskiwanego na ekranie lub na filmie fotograficznym.
Widma wielowymiarowe przedstawiają rozkład promieniowania w zależności od dwu lub trzech współrzędnych przestrzennych bądź dodatkowych współrzędnych związanych z jednoczesną rejestracją dwu lub więcej rodzajów promieniowania (np. w wielowymiarowej spektroskopii NMR).

## Klasyfikacja widm
- Ze względu na wygląd widma
  - widmo ciągłe – ma postać ciągłego obszaru lub szerokich pasów (widmo o składowych, występujących w sposób ciągły wzdłuż skali częstotliwości). Widmo takie jest emitowane przez ciała stałe i ciecze.
  - widmo liniowe (atomowe) – ma postać oddzielnych linii na pasku widmowym; typowo występuje dla gazów atomowych,
  - widmo pasmowe (cząsteczkowe) jest przypadkiem pośrednim pomiędzy widmem liniowym a ciągłym. Można je zaobserwować dla gazowych związków chemicznych. Pasma powstają tam na skutek zlewania się poszczególnych linii pochodzących od sąsiadujących ze sobą licznych poziomów energetycznych rotacyjno-oscylacyjnych.
- Ze względu na sposób powstania
  - widmo emisyjne – powstaje w wyniku emisji promieniowania przez ciało
  - widmo absorpcyjne – powstaje w wyniku oddziaływania (przejścia lub odbicia) fali o widmie zazwyczaj ciągłym z substancją.
- W zależności od rodzaju fali:
  - widmo masowe
  - widmo optyczne
  - widmo rentgenowskie
  - widmo dźwiękowe
  - i inne.

## Historyczne znaczenie analizy widmowej

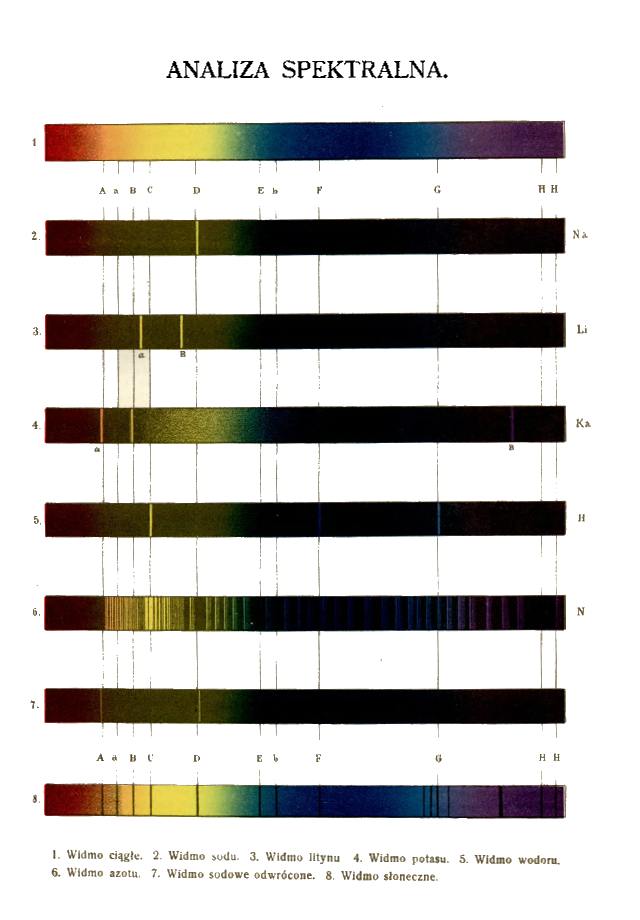
Ilustracja w encyklopedii Orgelbranda z 1898 r.

Analiza serii promieniowania rentgenowskiego (zob. prawo Moseleya, 1913) pomogła określić znaczenie liczby atomowej oraz odkryć niektóre pierwiastki. Analiza serii widmowych wodoru (serie Lymana, Balmera, Paschena) doprowadziła do zbudowania w 1913 roku przez Nielsa Bohra planetarnego modelu atomu wodoru. Analiza struktury subtelnej widm pozwoliła na kolejne odkrycia dotyczące modelu atomu.
Obecnie techniki analizy widmowej stanowią najdokładniejsze narzędzia do wykrywania i badania substancji.